# Elena Djionat
Elena Djionat (n. 8 mai 1888; d. p. 1936) a fost o publicistă, pedagogă, jurnalistă, sufragetă și militantă pentru drepturile femeii din România, cofondatoare și conducătoare a Organizației Femeilor Basarabene.

## Biografie
Și-a făcut studiile la la Liceul „Dadiani” din Chișinău și la Facultatea de Medicină din Odessa, pe care a părăsit-o după doi ani. Între 1919 și 1935 a fost directoare a Școlii primare „Principesa Elena” din Chișinău.
Până la Marea Unire, încă din 1907, în activitatea sa, Elena Djionat a militat pentru obținerea de drepturilor naționale pentru românii din Basarabia (care era parte a Imperiului Rus), fiind persecutată de autoritățile țariste.
În 1928 a fondat Organizația Femeilor Basarabene, care, ulterior, sub conducerea Elenei Alistar Romanescu, a fost afiliată la Societatea Ortodoxă Națională a Femeilor Române. În 1933 a reformat organizația sub denumirea de Liga Femeilor din Basarabia. La congresul de constituire a acesteia a fost alcătuită o moțiune față de regele Carol al II-lea, prin care erau revendicate egalitatea în drepturi, indiferent de sex sau stare socială și înlăturarea restricțiilor referitoare la educația femeilor. 
Sub președinția Elenei Djionat, Liga a înființat un azil pentru femei intelectuale, un azil de noapte pentru femei, un azil de copii ai străzii și un gimnaziu comercial practic de fete.
între 1933 și 1934 a susținut și a colaborat la Mișcarea feministă, ziar bilunar, independent, militant pentru afirmarea drepturilor femeii în viața publică a României.
A fost consilieră municipală a orașului Chișinău în 1937.